# F1 2017 (joc video)
F1 2017 este un joc video de curse bazat pe sezonul de Formula 1 din 2017. A fost lansat pentru PlayStation 4, Xbox One și Windows pe 25 august. Jocul include toate cele douăzeci de circuite, douăzeci de piloți și zece echipe care concurează în sezon. Versiunea macOS, dezvoltată de Feral Interactive, a fost lansată simultan cu celelalte versiuni, o premieră în istoria seriei. Versiunea pentru Linux, creată tot de Feral Interactive, a fost lansată pe 2 noiembrie. Jocul a prezentat formațiile inițiale de piloți pentru sezonul de Formula 1 din 2017; Piloții înlocuitori, Jenson Button, Antonio Giovinazzi, Pierre Gasly, Brendon Hartley și Paul di Resta, deși toți au condus în cel puțin o cursă în sezonul din 2017, nu au fost incluși în joc.

## Caracteristici
Jocul conține comentarii în joc de la David Croft și Anthony Davidson. Jocul include, de asemenea, un mod extins de management al echipei, care oferă jucătorilor mai mult control asupra cercetării și dezvoltării pieselor auto. Componentele motorului și cutiile de viteze sunt supuse uzurii și în cele din urmă se vor defecta, jucătorii primind penalități pe grilă pentru depășirea cotei lor de componente.
Fédération Internationale de l'Automobile (FIA) — organismul de conducere al sporturilor cu motor internaționale — sprijină F1 2017 ca platformă pentru eSports, în urma unor mișcări similare din Formula E și Campionatul Mondial de Raliuri. O varietate de formate de curse sunt disponibile jucătorilor după ce deținătorii comerciali ai sportului și-au exprimat interesul de a folosi jocurile pentru a testa potențiale formate de curse. Jocul include și mașini clasice, care au fost incluse ultima dată în F1 2013 — mașinile incluse sunt din 1988 până în 2010.
Jocul a inclus și o competiție pentru ca jucătorii să își proiecteze propriile căști de curse, cu cele șapte modele câștigătoare incluse în joc.
A fost primul joc care a fost folosit în seria Formula One eSports, care a debutat și ea în 2017.

## Recepție
Recepția inițială a jocului a fost pozitivă, revista de sporturi cu motor, Autosport, lăudându-l pentru că a adăugat profunzime tuturor caracteristicilor introduse în F1 2016. Daily Telegraph a lăudat jocul pentru actualizările sale cu privire la titlurile anterioare, numindu-l unul dintre cele mai bune jocuri Codemasters. IGN a avut aceleași complimente pentru că a fost fidel detaliilor subiectului său, în timp ce recenzia GameSpot reflectat răspunsul Autosport.
Jocul a ajuns pe locul 2 în topul de vânzări PS4 din Marea Britanie, în spatele jocului Uncharted: The Lost Legacy, dar a ajuns în fruntea topurilor XO. Versiunea PlayStation 4 a vândut 7.190 de copii în Japonia în săptămâna sa de debut, plasându-o pe locul 11 în topurile de vânzări. A ajuns pe locul 2 în Australia și pe locul 4 în Noua Zeelandă.

Alphr l-a pus pe locul 6 pe lista celor mai bune jocuri de curse pe PS4 din 2017. Jocul a fost nominalizat pentru „Cel mai bun joc de curse în premiile IGN și pentru „Jocul eSports al anului” la SXSW Gaming Awards 2018; și a câștigat premiul pentru „Cel mai bun joc de curse" la Premiile Asociației Independente a Dezvoltatorilor de jocuri 2018.